# Friesodielsia
Friesodielsia Steenis – rodzaj roślin z rodziny flaszowcowatych (Annonaceae Juss.). Według The Plant List w obrębie tego rodzaju znajduje się 47 gatunków o nazwach zweryfikowanych i zaakceptowanych, podczas gdy kolejne 24 taksony mają status gatunków niepewnych (niezweryfikowanych). Występuje naturalnie w klimacie tropikalnym Afryki i Azji. Gatunkiem typowym jest F. cuneiformis (Blume) Steenis. 

## Morfologia
PokrójZimozielone krzewy o pnących pędach lub zimozielone i zdrewniałe liany.
LiścieNaprzemianległe, pojedyncze. Blaszka liściowa jest całobrzega.
KwiatyPromieniste, obupłciowe, pojedyncze lub zebrane po kilka w grona, rozwijają się w kątach pędów lub na ich szczytach. Mają 3 trwałe i wolne działki kielicha. Płatków jest 6, ułożonych w dwóch okółkach, są wolne, często nie podobne do siebie, zewnętrzne są rozpostarte, natomiast wewnętrzne są mniejsze, wyprostowane, nachylone ku sobie. Kwiaty mają liczne wolne pręciki z pylnikami otwierającymi się na zewnątrz. Zalążnia jest górna składająca się z licznych wolnych słupków.
OwoceZebrane w owoc zbiorowy. Są osadzone na szypułkach.

## Systematyka
Pozycja według APweb (aktualizowany system APG III z 2009)
Rodzaj wraz z całą rodziną flaszowcowatych w ramach rzędu magnoliowców wchodzi w skład jednej ze starszych linii rozwojowych okrytonasiennych określanych jako klad magnoliowych.
Lista gatunków
| - Friesodielsia acuminata (Merr.) Steenis - Friesodielsia affinis (Hook.f. & Thomson) D.Das - Friesodielsia alpina (J.Sinclair) Steenis - Friesodielsia auriculata (Elmer) Steenis - Friesodielsia bakeri (Merr.) Steenis - Friesodielsia biglandulosa (Blume) Steenis - Friesodielsia borneensis (Miq.) Steenis - Friesodielsia caesia (Miq.) Steenis - Friesodielsia calycina (King) Steenis - Friesodielsia cuneiformis (Blume) Steenis - Friesodielsia desmoides (Craib) Steenis - Friesodielsia dielsiana (Engl.) Steenis - Friesodielsia discolor (Craib) D.Das - Friesodielsia enghiana (Diels) Verdc. - Friesodielsia excisa (Miq.) Steenis - Friesodielsia filipes (Hook.f. & Thomson) Steenis - Friesodielsia formosa I.M.Turner - Friesodielsia fornicata (Roxb.) D.Das - Friesodielsia glauca (Hook.f. & Thomson) Steenis - Friesodielsia glaucifolia (Hutch. & Dalziel) Steenis - Friesodielsia gracilipes (Benth.) Steenis - Friesodielsia gracilis (Hook.f.) Steenis - Friesodielsia grandifolia (Merr.) I.M.Turner - Friesodielsia hirsuta (Benth.) Steenis | - Friesodielsia hirta (Miq.) Steenis - Friesodielsia khoshooi Vasudeva Rao & Chakrab. - Friesodielsia kingii (J.Sinclair) Steenis - Friesodielsia korthalsiana (Miq.) Steenis - Friesodielsia lagunensis (Elmer) Steenis - Friesodielsia lanceolata (Merr.) Steenis - Friesodielsia latifolia (Hook.f. & Thomson) Steenis - Friesodielsia longiflora (Merr.) Steenis - Friesodielsia maclellandii (Hook.f. & Thomson) D.Das - Friesodielsia mindorensis (Merr.) Steenis - Friesodielsia montana (Engl. & Diels) Steenis - Friesodielsia obovata (Benth.) Verdc. - Friesodielsia obtusifolia (Elmer) Steenis - Friesodielsia oligophlebia (Merr.) Steenis - Friesodielsia ovalifolia (Ridl.) I.M.Turner - Friesodielsia paucinervia (Merr.) Steenis - Friesodielsia philippinensis (Merr.) Steenis - Friesodielsia platyphylla (Merr.) Steenis - Friesodielsia pubescens (Merr.) Steenis - Friesodielsia rosea (Sprague & Hutch.) Steenis - Friesodielsia stenopetala (Hook.f. & Thomson) D.Das - Friesodielsia unonifolia (A.DC.) Steenis - Friesodielsia velutina (Sprague & Hutch.) Steenis |